# Bohuslav Martinů
Bohuslav Martinů (Polička, actual Bohemia, 8 de diciembre de 1890 - Liestal, 28 de agosto de 1959) fue un compositor checo.

## Biografía

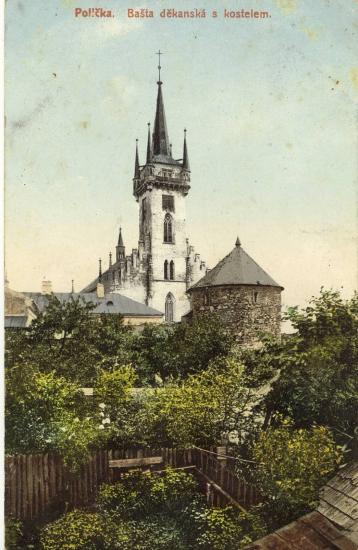
La iglesia donde Bohuslav Martinů nació.

Cursó algunos estudios en el Conservatorio de Praga para posteriormente estudiar por su cuenta. Se fue de Checoslovaquia a París en 1923, donde se convirtió en pupilo de Albert Roussel. Cuando el ejército alemán tomó París en la Segunda Guerra Mundial huyó al sur de Francia y después, en 1941, a Estados Unidos, donde se asentó en Nueva York con su esposa francesa. En los años siguientes vivió en Suiza, donde murió, en la ciudad de Liestal, el 28 de agosto de 1959.
Fue un compositor prolífico. Escribió más de 400 obras. Fue menos conocido que su compatriota, Leoš Janáček, pero muchos de sus trabajos son habitualmente interpretados, como su trabajo coral, La Epopeya de Gilgamesh; su ciclo de seis sinfonías; sus conciertos, incluyendo uno de violonchelo, violín, oboe, estrenado por la oboísta inglesa Evelyn Rothwell en 1959 y cinco de piano; y su música de cámara, que incluye siete cuartetos de cuerda y una sonata para flauta, entre otros muchos trabajos.
El catálogo completo de las obras de Martinů ha sido realizado por el musicólogo Harry Halbreich que utiliza como sistema de numeración la letra H seguida del número de obra.

## Estilo
Convergen en la obra de Martinů diferentes influencias, la música del impresionismo francés y el neoclasicismo de Ígor Stravinski, el jazz vocal y el góspel. Su estilo es por tanto ecléctico, ordenado por un fuerte contrapuntismo de carácter neobarroco.
Una característica especial que se repite en sus composiciones orquestales es la ubicuidad del piano; muchas de sus obras para orquesta, de hecho, incluyen una parte de piano, incluyendo su Concierto para orquesta de cámara y clavecín. La mayoría de sus composiciones del período entre 1930 y 1950 se podría definir en el estilo neoclásico, pero en sus obras posteriores Martinů comenzó a incluir formas rapsódicas y un sentido de la forma más suelto y espontáneo.
Su mejor cualidad es la sencillez casi infantil, no sin un virtuosismo muy elegante.

## Catálogo de obras
| Año       | Catálogo  | Obra | Tipo de obra                                  | Duración |
| --------- | --------- | --- | --------------------------------------------- | -------- |
|           | s/ n.º H. | Sonata, para violín y piano.                                                                              | Música instrumental (violín y piano)          |          |
|           | s/ n.º H. | Two Choruses a Cappella (SATB).                                                                           | Música coral (capella)                        |          |
| 1902      | H 001     | Los tres jinetes (Tři jezdci), para cuerda.                                                               | Música orquestal (cámara)                     | 12:00    |
| 1907      | H 002     | Village Feast, para flauta y String orquesta.                                                             | Música orquestal (cámara)                     |          |
| 1909      | H 004b    | Piano Sketch de una composición orquestal.                                                                | Música solista (piano)                        |          |
| 1909      | H 003     | Elegy, para violín y piano.                                                                               | Música instrumental (violín y piano)          |          |
| 1909      | H 004     | Dumka, para piano.                                                                                        | Música solista (piano)                        |          |
| 1910      | H 070     | On Blue Eyes, para voz y piano.                                                                           | Música vocal (piano)                          |          |
| 1910      | H 013     | Concerto, para violín y piano.                                                                            | Música instrumental (violín y piano)          |          |
| 1910      | H 017     | Angel of Death, poema sinfónico en un movimiento para gran orquesta.                                      | Música orquestal (poema sinfónico)            |          |
| 1910      | H 027     | Kiss, My Sweetheart, Kiss, para voz y piano.                                                              | Música vocal (piano)                          |          |
| 1910      | H 015     | Death of Tintagiles - music (prelude) to the puppet play by M. Maeterlinck, para gran orquesta.           | Música orquestal                              |          |
| 1910      | H 023     | Song and Music, para voz y piano.                                                                         | Música vocal (piano)                          |          |
| 1910      | H 024     | Ballade, para piano.                                                                                      | Música solista (piano)                        |          |
| 1910      | H 025     | Sousedská, para piano.                                                                                    | Música solista (piano)                        |          |
| 1910      | H 026     | A Winter Night, para voz y piano.                                                                         | Música vocal (piano)                          |          |
| 1910      | H 014     | Two Little Songs in Folk Tone, para voz y piano.                                                          | Música vocal (piano)                          |          |
| 1910      | H 022     | Maiden's Dreams, para voz y piano.                                                                        | Música vocal (piano)                          |          |
| 1910      | H 005     | Waltzes 1-5, para piano.                                                                                  | Música solista (piano)                        |          |
| 1910      | H 027b    | Song of Kisses, para voz y piano.                                                                         | Música vocal (piano)                          |          |
| 1910      | H 028     | A Fairy-Tale of Goldilocks, para piano.                                                                   | Música solista (piano)                        |          |
| 1910      | H 007     | In Nature, para voz y piano.                                                                              | Música vocal (piano)                          |          |
| 1910      | H 021     | Two Songs, para voz y piano.                                                                              | Música vocal (piano)                          |          |
| 1910      | H 016     | Funeral march, para piano.                                                                                | Música solista (piano)                        |          |
| 1910      | H 009     | The Drowned Maiden, para voz y piano.                                                                     | Música vocal (piano)                          |          |
| 1910      | H 014     | In our garden, para voz y piano.                                                                          | Música vocal (piano)                          |          |
| 1910      | s/ n.º H. | Cycle of piano pieces.                                                                                    | Música solista (piano)                        |          |
| 1910      | H 008     | Pastel, para voz y piano.                                                                                 | Música vocal (piano)                          |          |
| 1910      | H 010     | When We Are Old, para voz y piano.                                                                        | Música vocal (piano)                          |          |
| 1910      | H 006     | Before You Know, para voz y piano.                                                                        | Música vocal (piano)                          |          |
| 1910      | H 020     | Idyle, para piano.                                                                                        | Música solista (piano)                        |          |
| 1910      | H 011     | Sketch of a Symphonic Poem After the Novel Les Travailleurs de la Mer by V. Hugo, para gran orquesta.     | Música orquestal                              |          |
| 1910      | H 012     | Romance, para violín y piano.                                                                             | Música instrumental (violín y piano)          |          |
| 1910      | H 019     | The sleeper, para voz y piano.                                                                            | Música vocal (piano)                          |          |
| 1910      | H 018     | Nocturne, para voz y piano.                                                                               | Música vocal (piano)                          |          |
| 1910      | H 029     | Picture of a Mood, para voz y piano.                                                                      | Música vocal (piano)                          |          |
| 1910      | H 008b    | Entry in my sister's álbum, para voz y piano.                                                             | Música vocal (piano)                          |          |
| 1911      | H 031     | Two Songs H. 31, para voz y piano.                                                                        | Música vocal (piano)                          |          |
| 1911      | H 037     | Jasek's song, para voz y piano.                                                                           | Música vocal (piano)                          |          |
| 1911      | H 038     | A song, para voz y piano.                                                                                 | Música vocal (piano)                          |          |
| 1911      | H 030     | At Night, para voz y piano.                                                                               | Música vocal (piano)                          |          |
| 1911      | H 039     | The Soul is Dying, para voz y piano.                                                                      | Música vocal (piano)                          |          |
| 1911      | H 040     | First Love, para voz y piano.                                                                             | Música vocal (piano)                          |          |
| 1911      | H 034     | Three Little Songs, para voz y piano.                                                                     | Música vocal (piano)                          |          |
| 1911      | H 032     | Berceuse. Dúos para violín y piano.                                                                       | Música instrumental (violín y piano)          |          |
| 1911      | H 035     | Piano Quintet in G Major.                                                                                 | Música instrumental                           |          |
| 1911      | H 041     | Tears, para voz y piano.                                                                                  | Música vocal (piano)                          |          |
| 1911      | H 033     | Adagio, para violín y piano.                                                                              | Música instrumental (violín y piano)          |          |
| 1911      | H 036     | Chanson Triste, para voz y piano.                                                                         | Música vocal (piano)                          |          |
| 1912      | H 054     | The Rose, para voz y piano.                                                                               | Música vocal (piano)                          |          |
| 1912      | H 057     | I See You Every Night, My Dear, para voz y piano.                                                         | Música vocal (piano)                          |          |
| 1912      | H 081     | Enough of Happiness, para voz y piano.                                                                    | Música vocal (piano)                          |          |
| 1912      | H 058     | Offertorium, para soprano y órgano.                                                                       | Música vocal (órgano)                         |          |
| 1912      | H 059     | Ave Maria, para soprano y órgano.                                                                         | Música vocal (órgano)                         |          |
| 1912      | H 067     | The Jilted Maiden, para voz y piano.                                                                      | Música vocal (piano)                          |          |
| 1912      | H 072     | Song of the 1st November, para voz y piano.                                                               | Música vocal (piano)                          |          |
| 1912      | H 055     | That's All What Remains, para voz y piano.                                                                | Música vocal (piano)                          |          |
| 1912      | H 043     | The End of All, para voz y piano.                                                                         | Música vocal (piano)                          |          |
| 1912      | H 048     | You Write to Me, para voz y piano.                                                                        | Música vocal (piano)                          |          |
| 1912      | H 053     | Marry Me, Mother, para voz y piano.                                                                       | Música vocal (piano)                          |          |
| 1912      | H 052     | Hoar-frost Fallen in the Field, para voz y piano.                                                         | Música vocal (piano)                          |          |
| 1912      | H 051     | Childhood, para voz y piano.                                                                              | Música vocal (piano)                          |          |
| 1912      | H 050     | Lucie, para voz y piano.                                                                                  | Música vocal (piano)                          |          |
| 1912      | H 044     | Dead Love, para voz y piano.                                                                              | Música vocal (piano)                          |          |
| 1912      | H 049     | Early in the Morning, I Weed the Grain, para voz y piano.                                                 | Música vocal (piano)                          |          |
| 1912      | H 046     | Song Without Words, para piano.                                                                           | Música solista (piano)                        |          |
| 1912      | H 047     | Nocturne, para piano.                                                                                     | Música solista (piano)                        |          |
| 1912      | H 042     | From Andersen's Fairy-Tales, seis piezas para piano.                                                      | Música solista (piano)                        |          |
| 1912      | H 075     | The Gnat's Wedding, para voz y piano.                                                                     | Música vocal (piano)                          |          |
| 1912      | H 080     | The Song of Hanička, para voz y piano.                                                                    | Música vocal (piano)                          |          |
| 1912      | H 068     | Nipponari, 7 chants para voz de mujer y orquesta.                                                         | Música vocal (orquesta)                       |          |
| 1912      | H 061     | Andante para orquesta.                                                                                    | Música orquestal                              |          |
| 1912      | H 062     | Fantasy, para violín y piano.                                                                             | Música instrumental (violín y piano)          |          |
| 1912      | H 063     | Two Nocturnes, para string quartet.                                                                       | Música cámara (cuarteto)                      |          |
| 1912      | H 064     | Andante, para string quartet.                                                                             | Música cámara (cuarteto)                      |          |
| 1912      | H 065     | Ballade of Miss Vilma's umbrella, para piano.                                                             | Música solista (piano)                        |          |
| 1912      | H 066     | Talk To Me On, para voz y piano.                                                                          | Música vocal (piano)                          |          |
| 1912      | H 066     | Prelude, para voz y piano.                                                                                | Música vocal (piano)                          |          |
| 1912      | H 071     | The Fiery Man, para voz y piano.                                                                          | Música vocal (piano)                          |          |
| 1912      | H 056     | Ballade to the Picture, para piano.                                                                       | Música solista (piano)                        |          |
| 1912      | H 059b    | Five pieces, para piano.                                                                                  | Música solista (piano)                        |          |
| 1912      | H 076     | Let the Day break, oh, God, para voz y piano.                                                             | Música vocal (piano)                          |          |
| 1912      | H 078     | The Swans, para voz y piano.                                                                              | Música vocal (piano)                          |          |
| 1912      | H 079     | I Love The Old Parks, para voz y piano.                                                                   | Música vocal (piano)                          |          |
| 1912      | H 065b    | Song, para piano.                                                                                         | Música solista (piano)                        |          |
| 1912      | H 060     | Cuarteto de cuerda.                                                                                       | Música cámara (cuarteto)                      |          |
| 1912      | H 069     | Once upon a time, para voz y piano.                                                                       | Música vocal (piano)                          |          |
| 1912      | H 077     | In the Garden at the Castle, para voz y piano.                                                            | Música vocal (piano)                          |          |
| 1912      | H 073     | Three Maidens on a Bright Night, para voz y piano.                                                        | Música vocal (piano)                          |          |
| 1912/14   | H 092     | Marionnettes I, (Loutky), recueil para piano.                                                             | Música solista (piano)                        |          |
| 1913      | H 086b    | Prelude, para piano.                                                                                      | Música solista (piano)                        |          |
| 1913      | H 083     | Three Melodramas. Vážka.                                                                                  | Música escénica (teatral)                     |          |
| 1913      | H 082     | Three Melodramas. Večer.                                                                                  | Música escénica (teatral)                     |          |
| 1913      | H 084     | Three Melodramas. Tanečnice z Jávy.                                                                       | Música escénica (teatral)                     |          |
| 1913      | H 085     | Prelude (on the theme of Marseillaise), para piano.                                                       | Música solista (piano)                        |          |
| 1913      | H 074b    | Treading the Highlands, para voz y piano.                                                                 | Música vocal (piano)                          |          |
| 1913      | H 088     | Three Songs to French Texts, para voz y piano.                                                            | Música vocal (piano)                          |          |
| 1913      | H 074     | An Old Song, para voz y piano.                                                                            | Música vocal (piano)                          |          |
| 1913      | H 086     | Prelude n.º 2 in F Minor, para piano.                                                                     | Música solista (piano)                        |          |
| 1914      | H 089     | Night. Ballet en 1 acto.                                                                                  | Música escénica (ballet)                      |          |
| 1914      | H 093     | Dances with a Veils. Ballet.                                                                              | Música escénica (ballet)                      |          |
| 1914      | H 090     | Composition, para gran orquesta.                                                                          | Música orquestal                              |          |
| 1914      | H 045     | Symphony for Orchestra (1st movement).                                                                    | Música orquestal (sinfonía)                   |          |
| 1914      | H 087     | Mother Mine, I have a Laddie, para voz y piano.                                                           | Música vocal (piano)                          |          |
| 1914      | H 087     | A song to na old spanish text, para voz y piano.                                                          | Música vocal (piano)                          |          |
| 1914/18   | H 116     | Marionnettes II, (Loutky), recueil para piano.                                                            | Música solista (piano)                        |          |
| 1914/24   | H 137     | Marionnettes III (Loutky), recueil para piano.                                                            | Música solista (piano)                        |          |
| 1915      | H 096     | Nocturne (Rose of the Night) - symphonic dance n.º 2.                                                     | Música orquestal                              |          |
| 1915      | H 099     | Spring song, para piano.                                                                                  | Música solista (piano)                        |          |
| 1915      | H 146b    | Three Lullabies, para voz y piano.                                                                        | Música vocal (piano)                          |          |
| 1915      | H 097     | Ballade - symphonic dance n.º 4.                                                                          | Música orquestal                              |          |
| 1915      | H 095     | Nocturne - to the picture, para piano.                                                                    | Música solista (piano)                        |          |
| 1915      | H 094     | Four Little Songs to Goethe's Text, para voz y piano.                                                     | Música vocal (piano)                          |          |
| 1915      | H 091     | Nocturne n.º 1 in F-sharp minor, para gran orquesta.                                                      | Música orquestal                              |          |
| 1915      | H 098     | Three Lyric Pieces, para piano.                                                                           | Música solista (piano)                        |          |
| 1916      | H 102     | The Shadow. Ballet en 1 acto.                                                                             | Música escénica (ballet)                      |          |
| 1916      | H 100     | Ruyana, para piano.                                                                                       | Música solista (piano)                        |          |
| 1916      | H 101     | Polka, para piano.                                                                                        | Música solista (piano)                        |          |
| 1917      | H 109     | Furiant, para piano.                                                                                      | Música solista (piano)                        |          |
| 1917      | H 105     | Snow, para piano.                                                                                         | Música solista (piano)                        |          |
| 1917      | H 106     | The evening, para voz y piano.                                                                            | Música vocal (piano)                          |          |
| 1917      | H 104     | Burlesque, para piano.                                                                                    | Música solista (piano)                        |          |
| 1917      | H 113     | Summer Suite - six lyric pieces para piano.                                                               | Música solista (piano)                        |          |
| 1917      | H 107     | Valse Capricio, para piano.                                                                               | Música solista (piano)                        |          |
| 1917      | H 108     | Mood, para piano.                                                                                         | Música solista (piano)                        |          |
| 1917      | H 110     | Six Simple Songs, para voz y piano.                                                                       | Música vocal (piano)                          |          |
| 1917      | H 111     | Shepherd's Sunday Song, para voz y piano.                                                                 | Música vocal (piano)                          |          |
| 1917      | H 106     | What a nice time..., para voz y piano.                                                                    | Música vocal (piano)                          |          |
| 1917      | H 112     | Christmas Carol. Ballet in 4 acts with singing, dancing y recitation.                                     | Música escénica (ballet)                      |          |
| 1917      | H 103     | Cuarteto de cuerda in e-flat minor.                                                                       | Música cámara (cuarteto)                      |          |
| 1918      | H 118     | Rapsodie tchèque, cantata para baryton, coro mixto et orch. (Psaume 23 de David).                         | Música vocal (cantata)                        |          |
| 1918      | H 114     | Lullabies, para voz y piano.                                                                              | Música vocal (piano)                          |          |
| 1918      | H 115     | Three songs, para voz y piano.                                                                            | Música vocal (piano)                          |          |
| 1918/19   | H 119     | Nuits magiques [Kouzelné noci], 3 pièces para soprano y orquesta.                                         | Música vocal (piano)                          |          |
| 1918/20   | H 117     | Cuarteto de cuerda n.º 1.                                                                                 | Música cámara (cuarteto)                      | 39:00    |
| 1919      | H 122     | Průvod koček v noci slunovratu [Cortège des chats], para piano.                                           | Música solista (piano)                        |          |
| 1919      | H 321bis  | The Little Lullaby H. 321, para piano.                                                                    | Música solista (piano)                        |          |
| 1919      | H 120     | Sonata en UT (posth.) para violín y piano.                                                                | Música instrumental (violín y piano)          |          |
| 1919      | H 123     | Little Dance Suite, para gran orquesta.                                                                   | Música orquestal                              |          |
| 1919      | H 121     | Two Male Choruses - set to Lithuanian folk texts.                                                         | Música coral (capella)                        |          |
| 1919      | H 122b    | The Little Lullaby H. 122b, para piano.                                                                   | Música solista (piano)                        |          |
| 1920      | H 127     | Papillons et Oiseaux de Paradis (Motýli a rajky) (para piano).                                            | Música solista (piano)                        |          |
| 1920      | H 124     | A Dream of the Past, para orquesta.                                                                       | Música orquestal                              |          |
| 1920      | H 125b    | [no title], para piano.                                                                                   | Música solista (piano)                        |          |
| 1920      | H 126     | The new Slovak songs, para voz y piano.                                                                   | Música vocal (piano)                          |          |
| 1920      | H 125     | Spring in the garden, cuatro piezas para niños para piano.                                                | Música solista (piano)                        |          |
| 1920      | H 126b    | Foxtrot [2], para piano.                                                                                  | Música solista (piano)                        |          |
| 1920      | H 124b    | Andante, para piano.                                                                                      | Música solista (piano)                        |          |
| 1920      | H 123b    | Foxtrot [1], para piano.                                                                                  | Música solista (piano)                        |          |
| 1921      | H 127b    | One step [Obkročák], para piano.                                                                          | Música solista (piano)                        |          |
| 1921      | H 128     | Evening at the Shore, tres little piano pieces.                                                           | Música solista (piano)                        |          |
| 1921      | H 129     | Three Songs for the Cabaret, para voz y piano.                                                            | Música vocal (piano)                          |          |
| 1921      | H 130     | Istar, ballet in 3 acts.                                                                                  | Música escénica (ballet)                      |          |
| 1921      | H 130A    | Istar. 1st orquestal suite from the ballet.                                                               | Música orquestal (suite de ballet)            |          |
| 1921      | H 130B    | Istar. 2nd orquestal suite from the ballet.                                                               | Música orquestal (suite de ballet)            |          |
| 1922      | H 135b    | Two Songs on Russian Lyrics, para voz y piano.                                                            | Música vocal (piano)                          |          |
| 1922      | H 131     | Vanishing Midnight. Ciclo de poemas sinfónicos para gran orquesta.                                        | Música orquestal (poemas sinfónico)           |          |
| 1922      | H 134     | Folk dances and customsin the Slovácko region, music para the documentary film.                           | Música incidental (película)                  |          |
| 1922      | H 133A    | Orchestral suite (Excerpts from the ballet comedy).                                                       | Música orquestal (suite de ballet)            |          |
| 1922      | H 132     | Improvisation in the Spring, para piano.                                                                  | Música solista (piano)                        |          |
| 1922/23   | H 133     | Who is the most powerful in the world?, ballet en un acto y 4 escenas.                                    | Música escénica (ballet)                      |          |
| 1923      | H 135     | The Months. Tres songs con piano.                                                                         | Música vocal (piano)                          |          |
| 1923      | H 136     | String Trio n.º 1, para violín, viola y violonchelo.                                                      | Música instrumental (trío)                    |          |
| 1923      | s/ n.º H. | Piano pieces.                                                                                             | Música solista (piano)                        |          |
| 1923      | H 130C    | Istar - Tanz der Priesterinnen nachtrag zum 1. Aufzug.                                                    | Música orquestal (suite de ballet)            |          |
| 1924      | H 138     | Fables, para piano.                                                                                       | Música solista (piano)                        |          |
| 1924      | H 140     | Prelude, para piano.                                                                                      | Música solista (piano)                        |          |
| 1924      | H 141     | Piano Piece without Title.                                                                                | Música solista (piano)                        |          |
| 1924      | H 143     | Concertino para violoncelle, vents, percussions y piano.                                                  | Música orquestal (concierto)                  |          |
| 1924      | H 138b    | Scherzo, para piano.                                                                                      | Música solista (piano)                        |          |
| 1924      | H 142     | Half-Time, rondo para gran orquesta.                                                                      | Música orquestal                              |          |
| 1924      | H 139     | Cuarteto con clarinete, trompa, violonchelo y tambor (para clarinet, horn, violonchelo y side drum).      | Música instrumental                           |          |
| 1924/25   | H 144     | Nonetto n.º1, para quinteto de viento, trío de cuerdas y piano (Fragment).                                | Música instrumental                           |          |
| 1925      | H 150     | Cuarteto de cuerda n.º 2.                                                                                 | Música cámara (cuarteto)                      | 20:00    |
| 1925      | H 148     | Film en miniature (para piano).                                                                           | Música solista (piano)                        |          |
| 1925      | H 151     | La Révolte [Vzpoura],. Ballet-comedy en 1 acto.                                                           | Música escénica (ballet)                      | 17:00    |
| 1925      | H 145     | Instructive duo for the nervous people, para piano.                                                       | Música vocal (piano)                          |          |
| 1925      | H 149     | Concierto para piano y orquesta n.º 1.                                                                    | Música orquestal (concierto)                  |          |
| 1925      | H 146     | Children's Songs, para voz y piano.                                                                       | Música vocal (piano)                          |          |
| 1926      | H 152     | Sonate en re, para violín y piano.                                                                        | Música instrumental (violín y piano)          |          |
| 1926      | H 154     | Danses tchèques para piano.                                                                               | Música solista (piano)                        |          |
| 1926      | H 153     | The Butterfly that stamped, ballet en un acte para orquesta.                                              | Música escénica (ballet)                      |          |
| 1926      | H 153A    | Orchestral suite from the ballet The Butterfly that Stamped.                                              | Música orquestal (suite de ballet)            |          |
| 1926      | H 156     | Habanera, para piano.                                                                                     | Música solista (piano)                        |          |
| 1926/27   | H 162     | Le Soldat et la danseuse (ópera basada en Plauto, manuscrito), comic opera in 3 acts.                     | Música escénica (ópera)                       |          |
| 1926/28   | H 173     | Divertimento para piano main gauche y orquesta de cámara.                                                 | Música orquestal (cámara)                     |          |
| 1927      | H 159     | Le Raid merveilleux (El vuelo maravilloso), ballet mècanique para orquesta.                               | Música orquestal                              |          |
| 1927      | H 160     | [3] Esquisses [de danse moderne], para piano.                                                             | Música solista (piano)                        |          |
| 1926/27   | H. 162    | Voják a tanečnice (El soldado y la bailarina).                                                            | Ópera cómica                                  |          |
| 1927      | H 155     | La Bagarre, para gran orquesta.                                                                           | Música orquestal                              |          |
| 1927      | H 167     | Vánoce (Le Noel)/Christmas. Tres piezas para piano.                                                       | Música solista (piano)                        |          |
| 1927      | H 165     | Black bottom, para piano.                                                                                 | Música solista (piano)                        |          |
| 1927      | H 163     | On Tourne. Ballet en 1 acto.                                                                              | Música escénica (ballet)                      |          |
| 1927      | H 157     | Dúo para violín y violonchelo n.º 1.                                                                      | Música instrumental (violonchelo y violín)    | 14:20    |
| 1927      | H 158     | For Dance, para piano.                                                                                    | Música solista (piano)                        |          |
| 1927      | H 161     | La Revue de Cuisine (Kuchyňská revue), para clarinete, fagot, trompeta, violín, chelo y piano.            | Música instrumental (ballet de jazz)          | 14:40    |
| 1927      | H 166     | Impromptu, para violín y piano.                                                                           | Música instrumental (violín y piano)          |          |
| 1927      | H 164     | String Quintet para dos violines, dos violas y chelo.                                                     | Música instrumental (quinteto)                | 19:15    |
| 1928      | H 169     | Las lágrimas del cuchillo (Les Larmes du couteau) (ópera, Ribemont-Dessaignes), manuscrito. (ópera).      | Música escénica (ópera)                       |          |
| 1928      | H 172     | Jazz-suite, 4 pièces para orquesta.                                                                       | Música orquestal                              |          |
| 1928      | H 168     | Le Jazz, para orquesta de jazz y coro a 3 voces sin palabras.                                             | Música orquestal                              |          |
| 1928      | H 171     | La Rapsodie, para orquesta.                                                                               | Música orquestal                              |          |
| 1928/29   | H 175     | Les Trois Souhaits ou les Vicissitudes de la vie, ópera-film (Los tres deseos) (Tři přání) (opera).       | Música escénica (Ópera-film)                  |          |
| 1929      | H 183     | Cuarteto de cuerda n.º 3.                                                                                 | Música cámara (cuarteto)                      | 12:30    |
| 1929      | H 181A    | Prelude in the Form of a Scherzo, para gran orquesta.                                                     | Música orquestal                              |          |
| 1929      | H 177     | The Dance, para piano.                                                                                    | Música solista (piano)                        |          |
| 1929      | H 176     | Blues, para piano.                                                                                        | Música solista (piano)                        |          |
| 1929      | H 173b    | On T.S.F. Waves, para piano.                                                                              | Música solista (piano)                        |          |
| 1929      | H 179     | Six Persons Look for An Author, stage music to the play by L. Pirandello.                                 | Música escénica (teatral)                     |          |
| 1929      | H 178     | Eight Preludes, para piano.                                                                               | Música solista (piano)                        |          |
| 1929      | H 195     | Borová, 7 Danses checas, para piano.                                                                      | Música solista (piano)                        |          |
| 1929      | H 173b    | Par T.S.F., para piano.                                                                                   | Música solista (piano)                        |          |
| 1929      | H 181b    | Tango and Allegretto, para piano.                                                                         | Música solista (piano)                        |          |
| 1929      | H 184b    | Three Christmas songs (Dětské písně), para voz y piano.                                                   | Música vocal (piano)                          |          |
| 1929      | H 174A    | Scherzo para flauta y piano [extr. del sextuor].                                                          | Música instrumental                           |          |
| 1929      | H 170     | Quatre mouvements, para piano.                                                                            | Música solista (piano)                        |          |
| 1929      | H 174     | Sexteto, para flauta, oboe, clarinete, 2 fagot, y piano.                                                  | Música instrumental (sexteto)                 |          |
| 1929      | H 180     | Fantaisie, para 2 pianos.                                                                                 | Música solista (2 pianos)                     |          |
| 1929      | H 181     | [8] Preludes (para piano).                                                                                | Música solista (piano)                        |          |
| 1929      | H 182     | Sonata para violín y piano n.º 1.                                                                         | Música instrumental (violín y piano)          |          |
| 1929      | H 184     | [5] Pièces brèves, para violín y piano.                                                                   | Música instrumental (violín y piano)          |          |
| 1930      | H 197     | Three Songs to Poems by G. Apollinaire.                                                                   | Música vocal (piano)                          |          |
| 1930      | H 196     | Concierto para violonchelo y orquesta n.º 1 (reorq. en 1939 y 1955).                                      | Música orquestal (concierto)                  |          |
| 1930      | H 193     | Trio à clavier n.º 1 [5 Pièces brèves], para violín, violonchelo y piano.                                 | Música instrumental (trío)                    |          |
| 1930      | H 198     | Sonatina para 2 violines y piano.                                                                         | Música instrumental (trío)                    | 12:20    |
| 1930      | H 194     | Le Jour de bonté. Opera en 3 actos (París).                                                               | Música escénica (ópera)                       |          |
| 1930      | H 186     | Échec au Roi. Ballet en 1 acto. | Música escénica (ballet)                      | 27:30    |
| 1930      | H 199     | Serenade para orquesta de cámara.                                                                         | Música orquestal (cámara)                     |          |
| 1930      | H 189     | Nocturnes. Quatre ‚tudes para violoncelle.                                                                | Música solista (violonchelo)                  | 16:40    |
| 1930      | H 231     | Trío, para violín, violonchelo y piano.                                                                   | Música instrumental (trío)                    |          |
| 1930      | H 191     | Easy Etudes para dos violines.                                                                            | Música solista (violín)                       |          |
| 1930      | H 185     | For Three Hands (With one finger).                                                                        | Música solista (piano)                        |          |
| 1930      | H 188A    | Ariette, para violín y piano.                                                                             | Música instrumental (violín y piano)          |          |
| 1930      | H 188     | Vocalise, para middle voice y piano.                                                                      | Música vocal (piano)                          |          |
| 1930      | H 188B    | Ariette, para violonchelo y piano [transcr. de Vocalise-étude para voz].                                  | Música instrumental (violonchelo y piano)     | 01:50    |
| 1930      | H 200     | Rondes, suite de danses para oboe, clarinete, fagot, trompeta, dos violines y piano.                      | Música instrumental (violonchelo y violín)    |          |
| 1930/31   | H 190     | Pastorales, 6 pièces para violoncelle y piano.                                                            | Música instrumental (violonchelo y piano)     | 27:30    |
| 1931      | H 204     | [6] Hry [Esquisses-Jeux, para piano.                                                                      | Música solista (piano)                        |          |
| 1931      | H 203     | [6] Skici [Esquisses, para piano.                                                                         | Música solista (piano)                        |          |
| 1931      | H 209     | Česká říkadla, para coro de femmes.                                                                       | Música coral                                  |          |
| 1931      | H 201A    | [7] Arabesques, para violonchelo y piano.                                                                 | Música instrumental (violonchelo y piano)     | 14:40    |
| 1931      | H 202     | Estudios rítmicos (para violín solo).                                                                     | Música solista (violín)                       |          |
| 1931      | H 207     | Concierto para cuarteto de cuerda y orquesta (Cuarteto de cuerdas con orquesta).                          | Música orquestal (concierto)                  | 11:20    |
| 1931      | H 212     | Partita para orquesta de cuerda.                                                                          | Música orquestal (cámara)                     |          |
| 1931      | H 195A    | Borová (Czech Dance n.º 1), para pequeña orquesta.                                                        | Música orquestal (cámara)                     |          |
| 1931      | H 192     | Suite miniature, 7 pièces faciles para violoncelle y piano.                                               | Música instrumental (violonchelo y piano)     | 10:30    |
| 1931      | H 210     | Little songs for children, para voz y piano.                                                              | Música vocal (piano)                          |          |
| 1931      | H 206     | Six easy pieces para piano.                                                                               | Música solista (piano)                        |          |
| 1931      | H 205     | Four Pieces, para piano.                                                                                  | Música solista (piano)                        |          |
| 1931/33   | H 214     | Špalíček, ballet-revue.                                                                                   | Música escénica (ballet)                      |          |
| 1932      | H 224     | Sexteto de cuerdas.                                                                                       | Música instrumental (sexteto)                 |          |
| 1932      | H 220     | [5] Esquisses de danses, para piano.                                                                      | Música solista (piano)                        |          |
| 1932      | H 222     | A note in a Scrapbook (no.1),, para piano.                                                                | Música solista (piano)                        |          |
| 1932      | H 225     | Four children's songs and rhymes, para voz y piano.                                                       | Música vocal (piano)                          |          |
| 1932      | H 219     | Sinfonía concertante n.º 1, en sol para dos orquestas.                                                    | Música orquestal (sinfonía)                   |          |
| 1932      | H 215     | Divertimento [Sérénade n.º 4], para violon, alto y orquesta de cámara.                                    | Música orquestal (cámara)                     |          |
| 1932      | H 213     | Sonata para 2 violines y piano.                                                                           | Música instrumental (trío)                    |          |
| 1932      | H 221     | Children's Pieces, para piano.                                                                            | Música solista (piano)                        |          |
| 1932      | H 227     | Les ritournelles, suite de 6 pieces para piano.                                                           | Música solista (piano)                        |          |
| 1932      | H 213b    | Sick autumn, para contralto y piano.                                                                      | Música vocal (piano)                          |          |
| 1932      | H 000     | La Chemise de noces [Svatební košile], ballada para solistas, coro mixto y orquesta.                      | Música coral (orquesta)                       |          |
| 1932      | H 213b    | Peaches blossom, para contralto y piano.                                                                  | Música vocal (piano)                          |          |
| 1932      | H 217     | Serenade I, para clarinete, cor, 3 violines y viola.                                                      | Música instrumental (serenata)                |          |
| 1932      | H 216     | Serenade II, para 2 violines, viola.                                                                      | Música instrumental (serenata)                |          |
| 1932      | H 214B    | Špalíček. 1st orquestal suite from ballet.                                                                | Música orquestal (suite de ballet)            |          |
| 1932      | H 214C    | Špalíček, valse y polka para piano.                                                                       | Música solista (piano)                        |          |
| 1932      | H 213b    | Two Songs h 213b, para voz y piano.                                                                       | Música vocal (piano)                          |          |
| 1932      | H 218     | Serenade III, para oboe, clarinetes, 4 violines, violonchelo.                                             | Música instrumental (serenata)                |          |
| 1932      | H 223     | Melo - music para the french film.                                                                        | Música incidental (película)                  |          |
| 1932      | H 228     | Two ballads - to folk-song texts para contralto y piano.                                                  | Música vocal (piano)                          |          |
| 1932      | H 214A    | Špalíček. Suite orchestale II.                                                                            | Música orquestal (suite de ballet)            |          |
| 1933      | H 226     | Concerto para violín y orquesta n.º 1.                                                                    | Música orquestal (concierto)                  |          |
| 1933      | H 208     | Sonata para violín y piano n.º 2.                                                                         | Música instrumental (violín y piano)          |          |
| 1933      | H 230     | Easter Song, para voz y piano.                                                                            | Música vocal (piano)                          |          |
| 1933      | H 233     | Marika The Unfaithful. Stage Works y Film Music - Film Music.                                             | Música incidental (película)                  |          |
| 1933      | H 229     | Quinteto con piano n.º 1.                                                                                 | Música instrumental (quinteto)                |          |
| 1933      | H 213     | Sonatina para 2 violines y piano.                                                                         | Música instrumental (trío)                    |          |
| 1933      | H 232     | Concertino para trío (piano, violín, violonchelo) y orquesta de cuerdas.                                  | Música instrumental (trío)                    |          |
| 1933      | H 232b    | Concierto para violín y orquesta n.º 1.                                                                   | Música orquestal (concierto)                  |          |
| 1933/34   | H 236     | Los juegos de María (H. Gh‚on) (Hry o Marrii) (Ciclo de 4 óperas).                                        | Música escénica (ópera)                       |          |
| 1934      | H 237     | Concierto para piano y orquesta n.º 2.                                                                    | Música orquestal (concierto)                  |          |
| 1934      | H 234     | Inventions, para orquesta.                                                                                | Música orquestal                              |          |
| 1934      | H 238     | Trío de cuerda n.º 2.                                                                                     | Música instrumental (trío)                    |          |
| 1934      | H 235     | [4] Chants de Marie, para coro mixto (Poésie populaire).                                                  | Música coral                                  |          |
| 1935      | H 242     | Composition for Little Evas, para piano.                                                                  | Música solista (piano)                        |          |
| 1935      | H 241     | A Note in a Scrapbook (no.2), para piano.                                                                 | Música solista (piano)                        |          |
| 1935      | H 244     | [2] Pièces para clavecín.                                                                                 | Música solista (clavecín)                     |          |
| 1935      | H 246     | Concierto para clavecín y pequeña orquesta.                                                               | Música orquestal (concierto)                  |          |
| 1935      | H 243     | La voz del bosque (Hlas lesa) (ópera radiofónica, 6 de octubre de 1935).                                  | Música escénica (ópera radiofónica)           |          |
| 1935      | H 245     | The Judgement of Paris. Ballet en 1 acto.                                                                 | Música escénica (ballet)                      |          |
| 1935      | H 239     | The Slipper - music para documentary film.                                                                | Música incidental (película)                  |          |
| 1935      | H 240     | City of the Quick Water: Mariánské Lázně - music para the documentary film.                               | Música incidental (película)                  |          |
| 1935/37   | H 247     | Veselohra na mostě (La comedia sobre el puente).                                                          | Música escénica (ópera radiofónica)           |          |
| 1936      | H 251     | El teatro del arrabal (Divadlo za bránou) (Le Theatre de banlieue) (ópera).                               | Música escénica (ópera bufa)                  |          |
| 1936      | H 248A    | Little Suite - from the stage music to Oidipus.                                                           | Música escénica (teatral)                     |          |
| 1936      | H 248     | Edipo (música de película).                                                                               | Música incidental (película)                  |          |
| 1936      | H 249     | Dumka n.º 1, para piano.                                                                                  | Música solista (piano)                        |          |
| 1936      | H 252     | Concerto para flauta, violín y orquesta.                                                                  | Música orquestal (concierto)                  |          |
| 1936      | H 251b    | Let`s repose, para voz y piano.                                                                           | Música vocal (piano)                          |          |
| 1936      | H 250     | Dumka n.º 2, para piano.                                                                                  | Música solista (piano)                        |          |
| 1936/37   | H 253     | Julietta (ópera, G. Neveux).                                                                              | Música escénica (ópera lírica)                |          |
| 1937      | H 266     | Four Madrigals, para oboe, clarinete y fagot.                                                             | Música instrumental (trío)                    | 18:40    |
| 1937      | H 256     | Cuarteto de cuerda n.º 4.                                                                                 | Música cámara (cuarteto)                      | 20:40    |
| 1937      | H 262     | Sonatina para violín y piano.                                                                             | Música instrumental (violín y piano)          |          |
| 1937      | H 263     | Concierto grosso para orquesta de cámara.                                                                 | Música orquestal (concierto)                  |          |
| 1937      | H 255     | Alexandre bis (ópera, A. Worniser), manuscrito (Dos veces Alejandro).                                     | Música escénica (ópera bufa)                  |          |
| 1937      | H 260     | Bouquet of Flowers (A Cycle of Compositions to Folk Texts).                                               | Música vocal                                  | 47:40    |
| 1937      | H 254     | Sonata para flauta, violín y piano.                                                                       | Música instrumental (trío)                    |          |
| 1937      | H 264     | Duo Concertant para dos violines y orquesta.                                                              | Música orquestal (concertante)                |          |
| 1937      | H 261     | Intermezzo para violín y piano.                                                                           | Música instrumental (violín y piano)          |          |
| 1937      | H 258     | The Hounted Train, para piano.                                                                            | Música solista (piano)                        |          |
| 1937      | H 259     | A Love Carol, para voz y piano.                                                                           | Música vocal (piano)                          |          |
| 1937      | H 257     | Crotchets and Quavers, para piano.                                                                        | Música solista (piano)                        |          |
| 1937      | H 265     | Trío para flauta, violín y fagot.                                                                         | Música instrumental (trío)                    |          |
| 1938      | H 267     | Tre Ricercari, para orquesta de cámara.                                                                   | Música orquestal (cámara)                     | 14:00    |
| 1938      | H 267b    | Ah, let me know, para voz y piano.                                                                        | Música vocal (piano)                          |          |
| 1938      | H 268     | Cuarteto de cuerda n.º 5.                                                                                 | Música cámara (cuarteto)                      | 29:00    |
| 1938      | H 270     | Fenêtre sur le jardin (para piano).                                                                       | Música solista (piano)                        |          |
| 1938      | H 269     | Concertino para piano n.º 1.                                                                              | Música orquestal (concierto)                  |          |
| 1938      | H 271     | Concierto para 2 orquestas de cuerda, para piano y timbales o Double Concerto.                            | Música orquestal (concierto)                  | 23:00    |
| 1939      | H 277     | Sonata para violonchelo y piano n.º 1.                                                                    | Música instrumental (violoncello y piano)     | 18:00    |
| 1939      | H 279     | Field Mass (Misa en el campo de honor)                                                                    | Música religiosa (misa)                       | 24:30    |
| 1939      | H 275     | Bergerettes, 5 pièces para trío con piano.                                                                | Música instrumental (cuarteto)                |          |
| 1939      | H 274     | Promenades, para flauta, violón y clavecín.                                                               | Música instrumental (trío)                    |          |
| 1939      | H 276     | Suite concertante para violín y orquesta.                                                                 | Música orquestal (concertante)                |          |
| 1939      | H 272     | Fairy-Tales, para piano.                                                                                  | Música solista (piano)                        |          |
| 1939      | H 277bis  | Czech Enigmas, para voz y piano.                                                                          | Música vocal (piano)                          |          |
| 1939      | H 277ter  | To Vitulka's Mother, para piano.                                                                          | Música solista (piano)                        |          |
| 1939      | H 278     | [8] Madrigaux tchèques, para coro mixto (Textes populaires moraves).                                      | Música coral                                  |          |
| 1939      | H 273     | I know a grove, para voz y piano.                                                                         | Música vocal (piano)                          |          |
| 1939      | H 279     | Messe militaire [Polní mše], para coro de hombres, barítono y orquesta.                                   | Música religiosa (misa)                       |          |
| 1940      | H 280     | Military March, para orquesta.                                                                            | Música orquestal                              |          |
| 1940      | H 283     | Sonata da camera, para violonchelo y orquesta.                                                            | Música orquestal (concertante)                |          |
| 1940      | H 282 bis | Four songs on Czech folk poetry, para voz y piano.                                                        | Música vocal (piano)                          |          |
| 1940      | H 281     | Fantaisie et toccata (para piano).                                                                        | Música solista (piano)                        |          |
| 1940      | H 282     | Sinfonietta giocossa, para piano y pequeña orquesta.                                                      | Música orquestal (sinfonietta)                |          |
| 1940      | H 279 bis | Congratulation to Mama, para voz y piano.                                                                 | Música vocal (piano)                          |          |
| 1941      | H 285     | Concierto de camera.                                                                                      | Música orquestal (concierto)                  |          |
| 1941      | H 286     | Sonata para violonchelo y piano n.º 2.                                                                    | Música instrumental (violonchelo y piano)     | 20:40    |
| 1941      | H 285 bis | Dumka n.º 3, para piano.                                                                                  | Música solista (piano)                        |          |
| 1941      | H 284     | Mazurka, para piano.                                                                                      | Música solista (piano)                        |          |
| 1941      | H 286 bis | Merry Christmas 1941, para quintette à vents [arr.Roger Ruggeri].                                         | Música instrumental                           |          |
| 1942      | H 290     | Variaciones sobre un tema de Rossini (Variations on a theme by Rossini), para violoncelle y piano.        | Música instrumental (violonchelo y piano)     | 09:00    |
| 1942      | H 288     | New Špalíček- cycle of songs para Solo Voice y piano.                                                     | Música vocal (piano)                          |          |
| 1942      | H 289     | Sinfonía n.º 1.                                                                                           | Música orquestal (sinfonía)                   | 38:39    |
| 1942      | H 287     | Cuarteto con piano n.º 1 (violon, alto, violonchelo y piano).                                             | Música instrumental (quinteto)                | 25:20    |
| 1942      | H 291     | Madrigal Sonate para flûte, violon y piano.                                                               | Música instrumental (trío)                    | 10:00    |
| 1943      | H 292     | Concierto para 2 pianos y orquesta.                                                                       | Música orquestal (concierto)                  |          |
| 1943      | H 294     | Songs on One Page, para voz y piano.                                                                      | Música vocal (piano)                          |          |
| 1943      | H 297     | Five Madrigaux Stanzas, para violín y piano.                                                              | Música instrumental (violín y piano)          | 11:00    |
| 1943      | H 293     | Concierto para violín y orquesta n.º 2.                                                                   | Música orquestal (concierto)                  |          |
| 1943      | H 295     | Sinfonía n.º 2.                                                                                           | Música orquestal (sinfonía)                   | 25:00    |
| 1943      | H 296     | Lidice (Memorial pour Lidice), poema sinfónico.                                                           | Música orquestal (poema sinfónico)            |          |
| 1944      | H 303     | Sonata para violín y piano n.º 3.                                                                         | Música instrumental (violín y piano)          |          |
| 1944      | H 298     | Quinteto con piano n.º 2.                                                                                 | Música instrumental (quinteto)                |          |
| 1944      | H 299     | Sinfonía n.º 3.                                                                                           | Música orquestal (sinfonía)                   | 29:30    |
| 1944      | H 302     | Songs on Two Pages.                                                                                       | Música vocal (piano)                          |          |
| 1944      | H 301     | Fantaisie para theremine, oboe, cuarteto de cuerdas y piano.                                              | Música instrumental (violonchelo y violín)    |          |
| 1944      | H 304     | Concierto para violoncelo y orquesta n.º 2.                                                               | Música orquestal (concierto)                  |          |
| 1944      | H 300     | Trío para flauta, chelo y piano.                                                                          | Música instrumental (trío)                    | 18:00    |
| 1945      | H 306     | Sonata para flauta y piano.                                                                               | Música instrumental (flauta y piano)          |          |
| 1945      | H 307     | Rapsodie tchèque, para violín y piano.                                                                    | Música instrumental (violín y piano)          |          |
| 1945      | H 304 bis | Berceuse, para piano.                                                                                     | Música solista (piano)                        |          |
| 1945      | H 309     | Thunderbolt P-47, para orquesta.                                                                          | Música orquestal                              |          |
| 1945      | H 305     | Sinfonía n.º 4.                                                                                           | Música orquestal (sinfonía)                   | 36:00    |
| 1945      | H 308     | Etudes et Polkas. Livres I, II, III. (para piano).                                                        | Música solista (piano)                        |          |
| 1946      | H 312     | Cuarteto de cuerda n.º 6.                                                                                 | Música cámara (cuarteto)                      | 21:15    |
| 1946      | H 311     | Toccata e due canzoni, para orquesta de cámara.                                                           | Música orquestal (cámara)                     | 24:10    |
| 1946      | H 310     | Sinfonía n.º 5.                                                                                           | Música orquestal (sinfonía)                   | 31:00    |
| 1947      | H 315     | Cuarteto para oboe, violín, chelo y piano.                                                                | Música cámara (cuarteto)                      | 12:00    |
| 1947      | H 313     | [3] Madrigals, para violín y viola.                                                                       | Música instrumental (violín y viola)          | 12:00    |
| 1947      | H 314     | Cuarteto de cuerda n.º 7, Concerto de Camera.                                                             | Música cámara (cuarteto)                      | 22:00    |
| 1947/48   | H 316     | Concierto para piano y orquesta n.º 3.                                                                    | Música orquestal (concierto)                  | 28:00    |
| 1948      | H 320     | Fanfares para the Sokol Festival, para wind instruments.                                                  | Música instrumental (violonchelo y violín)    |          |
| 1948      | H 321     | [5] Madrigaux tchèques, para coro mixto.                                                                  | Música coral                                  |          |
| 1948      | H 317     | The Strangler. Ballet para tres bailarines.                                                               | Música escénica (ballet)                      |          |
| 1948      | H 318     | The fifth day of the fifth moon - (Su-Tangpo), para piano.                                                | Música solista (piano)                        |          |
| 1948      | H 319     | Les Bouquinistes du quai Malaquais, para piano.                                                           | Música solista (piano)                        |          |
| 1948      | H 319 bis | Salute to the - ceremonial fanfare.                                                                       | Música orquestal                              |          |
| 1949      | H 323     | Bagatela (also Morceau facile), para piano.                                                               | Música solista (piano)                        |          |
| 1949      | H 322     | Sinfonía concertante n.º 2, en si b para violín, violonchelo, oboe, fagot y orquesta.                     | Música orquestal (sinfonía)                   |          |
| 1949      | H 324     | [3] Dances tchèques para deux piano.                                                                      | Música solista (2 piano)                      |          |
| 1949      | H 325     | Mazurka-Nocturne para oboe, dos violines y violonchelo.                                                   | Música instrumental (trío)                    |          |
| 1949      | H 326     | Barcarolle, para piano.                                                                                   | Música solista (piano)                        |          |
| 1950      | H 331     | Dúo para violín y viola n.º 2.                                                                            | Música instrumental (violín y viola)          |          |
| 1950      | H 328     | Sinfonietta La Jolla, para orquesta de cámara y piano.                                                    | Música orquestal (sinfonietta)                | 24:00    |
| 1950      | H 327     | Trio à clavier n.º 2, para violín, violonchelo y piano.                                                   | Música instrumental (trío)                    |          |
| 1950      | H 330     | Intermezzo, para gran orquesta.                                                                           | Música orquestal                              |          |
| 1950      | H 329     | Concierto para 2 violines y orquesta.                                                                     | Música orquestal (concierto)                  |          |
| 1951      | H 334     | Serenade IV, para violín, viola, 2 clarinets, violonchelo.                                                | Música instrumental (serenata)                |          |
| 1951      | H 333     | Improvisation, para piano.                                                                                | Música solista (piano)                        |          |
| 1951      | H 335     | Pastorals, para 5 flautas de pico, 2 violines, clarinete y violonchelo.                                   | Música instrumental (violonchelo y violín)    |          |
| 1951      | H 332     | Trio à clavier n.º 3, para violín, violonchelo y piano.                                                   | Música instrumental (trío)                    |          |
| 1951/53   | H 343     | Sinfonía n.º 6, Fantasies symphoniques.                                                                   | Música orquestal (sinfonía)                   | 28:00    |
| 1952      | H 339A    | [sin título], Coro con acompañamiento instrumental.                                                       | Música coral                                  |          |
| 1952      | H 338     | Tri zpěvy [3 chants], para coro de femmes.                                                                | Música coral                                  |          |
| 1952      | H 337     | Rapsody-concerto para viola y orquesta.                                                                   | Música orquestal                              |          |
| 1952      | H 340     | Sonata para violonchelo y piano n.º 3.                                                                    | Música instrumental (violonchelo y piano)     | 20:00    |
| 1952      | H 341     | El casamiento (The Marriage) (Opera radiofónica, 7 de febrero de 1953). Ópera en 2 Actos.                 | Música escénica (ópera cómica)                | 60:00    |
| 1951/1952 | H 336     | What Men Live by (Por lo que viven los hombres) (inspirada por un escrito de Tolstoi), opera radiofónica. | Música escénica (ópera pastoral)              |          |
| 1953      | H 344     | Plainte contre inconnu (Queja contra lo desconocido) - Ópera en 3 Actos.                                  | Música escénica (ópera) - Fragmento inacabado |          |
| 1953      | H 345     | Overture, para orquesta.                                                                                  | Música orquestal (obertura)                   |          |
| 1953      | H 342     | Concierto para violín, piano y orquesta.                                                                  | Música orquestal (concierto)                  |          |
| 1954      | H 349     | Mount of three lights, cantata para recitante, solistas, coro de hombres y órgano.                        | Música vocal (cantata)                        |          |
| 1954      | H 347     | Hymne à Saint Jacques [Hymnus k Svatému Jakubovi], cantata para solistas, coro, órgano y orquesta.        | Música vocal (cantata)                        |          |
| 1954      | H 348     | Primevère [Petrklíč], 5 dúos para coro de femmes, violín y piano.                                         | Música vocal (instrumental)                   |          |
| 1954      | H 350     | Sonata para piano.                                                                                        | Música solista (piano sonata)                 |          |
| 1953/54   | H 346     | Mirandolina (ópera, basada en Goldini).                                                                   | Música escénica (ópera cómica)                |          |
| 1954/55   | H 351     | The Epic of Gilgamesh, oratorio para solistas, coro mixto y orquesta.                                     | Música vocal (oratorio)                       | 55:00    |
| 1955      | H 354     | L'eveil des sources, cantata para solistas, récitant y cuarteto con piano.                                | Música vocal (cantata)                        | 40:00    |
| 1955      | H 355     | Sonata para viola y piano n.º 1.                                                                          | Música instrumental (viola y piano)           | 15:40    |
| 1955      | H 353     | Concierto para oboe y pequeña orquesta.                                                                   | Música orquestal (concierto)                  |          |
| 1955      | H 352     | Les Fresques de Piero Della Francesca, para gran orquesta.                                                | Música orquestal                              | 17:20    |
| 1955/56   | H 358     | Concierto para piano y orquesta n.º 4, Incantations.                                                      | Música orquestal (concierto)                  |          |
| 1956      | H 339     | [3] Chants sacrés, para coro de femmes y violín (Folklore morave).                                        | Música coral (instrumentos)                   |          |
| 1956      | H 361     | Brigand Songs I, II, ten male choruses.                                                                   | Música coral                                  |          |
| 1956      | H 359     | Impromptu, para dos pianos.                                                                               | Música solista (2 piano)                      |          |
| 1956      | H 357     | Sonatina para trompeta y piano.                                                                           | Música instrumental (trompeta y piano)        |          |
| 1956      | H 356     | Sonatina para clarinete y piano.                                                                          | Música instrumental (clarinete y piano)       |          |
| 1956      | H 360     | Lègende des feux dans les champs de pommes-de-terre (cantata).                                            | Música vocal (cantata)                        | 19:00    |
| 1957      | H 365     | Divertimento para Two Recorders.                                                                          | Música vocal (electroacústica)                |          |
| 1957      | H 363     | The Rock, para orquesta.                                                                                  | Música orquestal                              |          |
| 1957      | H 362     | Adagio, para piano.                                                                                       | Música solista (piano)                        |          |
| 1957      | H 364     | La Romance des Pissenlits [Romance z pampelišek], cantata para soprano y coro mixto.                      | Música vocal (cantata)                        | 11:10    |
| 1957      | H 372/I   | La pasión griega (Griechische Passion) Passion grecque (ópera, basada en Kazantzakis).                    | Música escénica (ópera)                       |          |
| 1957/58   | H 367     | Les Paraboles, para orquesta.                                                                             | Música orquestal                              |          |
| 1958      | H 366     | Concierto para piano y orquesta n.º 5.                                                                    | Música orquestal (concierto)                  |          |
| 1958      | H 371     | Dúo para violín y violonchelo n.º 2.                                                                      | Música instrumental (violonchelo y violín)    |          |
| 1958      | H 370     | Ariadna (Opera en 1 acto).                                                                                | Música escénica (ópera lírica)                | 43:40    |
| 1958      | H 368     | Sonata para clavecín.                                                                                     | Música solista (clavecín)                     |          |
| 1958      | H 369     | Estampes, para orquesta.                                                                                  | Música orquestal                              |          |
| 1959      | H 382     | Vigilia, para órgano.                                                                                     | Música solista (órgano)                       |          |
| 1959      | H 374     | Noneto n.º 2, para flauta, oboe, clarinete, fagot, trompa, violín, viola, chelo y contrabajo.             | Música instrumental                           | 16:40    |
| 1959      | H 383     | La Prophétie d'Isaïe, cantata para solistas, coro de hombres y ensemble de cámara.                        | Música vocal (cantata)                        |          |
| 1959      | H 380     | [4] Madrigaux para coro mixto [ssatb] (Textes populaires moraves).                                        | Música coral                                  |          |
| 1959      | H 379     | The Bird Feast, para 2 o 3 voces, coro de niños, viola o trompeta.                                        | Música vocal (instrumental)                   |          |
| 1959      | H 377     | Piece para Two Violoncellos.                                                                              | Música solista (violonchelo (2))              |          |
| 1959      | H 373     | Little Songs, para coro de niños.                                                                         | Música coral                                  |          |
| 1959      | H 381     | [2] Impromptus, para clavecín.                                                                            | Música solista (clavecín)                     |          |
| 1959      | H 372/II  | La pasión griega (Griechische Passion) Passion grecque (ópera, basada en Kazantzakis) (2.ª versión).      | Música escénica (ópera)                       |          |
| 1959      | H 375     | Mikes des montagnes, cantata para coro mixto, solistas y cuarteto con piano.                              | Música vocal (cantata)                        | 19:20    |
| 1959      | H 376     | Musique de chambre n.º 1, para clarinete, trío de cuerda, arpa y piano.                                   | Música orquestal (cámara)                     |          |
| 1959      | H 384     | A Greeting, para voces de niños a capela.                                                                 | Música coral (capella)                        |          |
| 1959      | H 383A    | The Burden of Moab - uncomplete sketch of a cantata.                                                      | Música vocal (cantata)                        |          |
| 1959      | H 378     | Variations on a Slovakian theme, para chelo y piano.                                                      | Música instrumental (violonchelo y piano)     | 10:50    |